# Bryce Goggin
Bryce Goggin est un musicien, réalisateur artistique et ingénieur du son américain.

## Biographie
Travaillant pour le Baby Monster Studios, il se fait connaître en 1994 en participant à l'album Crooked Rain, Crooked Rain de Pavement comme mixeur et réalisateur artistique ainsi que pianiste sur le titre Range Life. 
Il va ensuite travailler avec de nombreux artistes et groupes comme, entre autres, The Apples in Stereo, Luna, Swans, Evan Dando, Sean Lennon, Sebadoh, Spacehog, Ramones, Phish ou Antony and the Johnsons.
En 2015, il gagne l'Independent Music Award du meilleur producteur de musique pour l'album Free Society de Johnny Society (en).